# Trichocolea paraphyllina
Trichocolea paraphyllina là một loài rêu tản trong họ Trichocoleaceae. Loài này được (Spruce) Stephani miêu tả khoa học lần đầu tiên năm 1909.